# Turira
Tūrira (URUTu-u-ri-ra) war ein bronzezeitlicher Stadtstaat nördlich von Karkemiš. Er lag zwischen der Einflusssphäre der Hethiter, der Assyrer und von Ḫanilgabat. Die Turiräer scheinen diese Position genutzt zu haben, um sich eine Zeit lang eine unabhängige Position zwischen den wiedererstarkenden Großmächten von Assur und Hatti zu erhalten. Die genaue Lage von Tūrira wurde noch nicht identifiziert. 

## Lokalisierung

Urartu/Arme unter König Rusa I. zeigt auch die Vasallenstaaten Isuwa, Turira (entspricht Touchan) und Alše (entspricht Alzi) des 12. Jhd. v. Chr.

Wahrscheinlich ist die Region um Tušhan (Tushan oder Tushhan, Ziyaret Tepe) am Tigris gemeint, die zugleich auch der Fundort des Kurkh-Monolith sein soll. Damit wäre Turira westlich von Melid, nordwestlich von Karkemiš und der nördlichste Teil des ehemaligen Mittani-Reiches dessen Reststaat Ḫanigabat von Taite (assyrisch Ta'idu oder Taidu) im Quellgebiet des Chabur aus regiert wurde und das als assyrischer Vasall noch bis ins 12. Jhd. v. Chr. weiter existierte.
Šattiwazza, der Vater von Šattuara I. und König von Mittani, hatte bereits mit Šuppiluliuma I. einen Vasallenvertrag abgeschlossen, der ihm auf den Thron verhalf, und war mit einer hethitischen Prinzessin verheiratet. 
Unter dem Vasall Wašašatta (auch Wasashatta, Sohn des Šattuara I.) ging die Vasallenschaft durch Unkenntnis der Landesgrenzen des hethitischen Herrschers auf den Assyrer Adad-nirari I. (1295–1263 v. Chr. nach Kurzchronologie) über, gegen die Wašašatta rebellierte. Sein Sohn Šattuara II. war der letzte Vasall der Assyrer, dann wurde die Region in das Assyrische Reich integriert.

## Hethitisch-Assyrische Beurkundung
Ein Brief aus dem Archiv von Ḫattuša (KBo I 14), wahrscheinlich von Ḫattušili III. an Adad-nārārī I. von Assyrien gerichtet, berichtet von den ständigen Überfällen der Turiräer auf das Gebiet der Hethiter, auf Karkemiš und Aštata, mithin auf wichtige mittelassyrische Handelswege. Die Beute werde nach Tūrira gebracht. Zudem würden hethitische Untertanen regelmäßig dem Zugriff des Großkönigs „hinauf“ nach Tūrira entfliehen.
Diesem Brief zufolge meldete der König von Ḫanilgalbat, vermutlich Wašašatta oder sein Nachfolger Šattuara II., Ansprüche auf Tūrira an („Tūrira gehört mir“, KBo I 14, Vers 9), die jedoch sowohl Absender als auch Empfänger des Briefs zurückweisen. „Tūrira ist keine Angelegenheit des König des Landes Ḫanilgabat.“.
Allerdings ist sich der neue hethitische König nicht sicher, ob Tūrira nun zu seinem Reich oder zu Assyrien gehört. Er fordert den assyrischen König auf, Tūrira zu zerschlagen. Auf den Besitz von Hethitern, die in der Stadt wohnen (die bereits erwähnten Deserteure?) soll er jedoch keinen Anspruch erheben. Falls der König von Assyrien Tūrira als nicht zu seinem Reich gehörend ansieht, solle er dies dem Großkönig mitteilen. Dieser werde dann die Stadt niederschlagen. Er versichert, den Besitz assyrischer Soldaten, die in der Stadt wohnen, nicht antasten zu wollen. Wie es dazu kam, dass assyrische Soldaten in der Stadt ansässig waren, ist unklar.
Der Brief zeigt die unsichere Situation kurz nach der Thronbesteigung des Usurpators Ḫattušili III., der sich über die Grenzen seines Herrschaftsgebietes unklar ist und fast ängstlich einen Konflikt mit Aššur zu vermeiden sucht, das sein Vorgänger Urḫi-Teššup noch rüde als nicht ebenbürtig abgebügelt hatte (KUB XXIII 102).
Dem Sprachduktus nach ist der Brief von einem Hethiter geschrieben, er enthält aber zahlreiche Assyrianismen.